# Roskilde Ring

Roskilde Ring var en racerbana i Roskilde i Danmark. Danish Grand Prix kördes på banan mellan 1960 och 1973, med icke-mästerskapstävlingar i Formel 1 1961 och 1962, som vanns av Stirling Moss och Jack Brabham.

## Historik

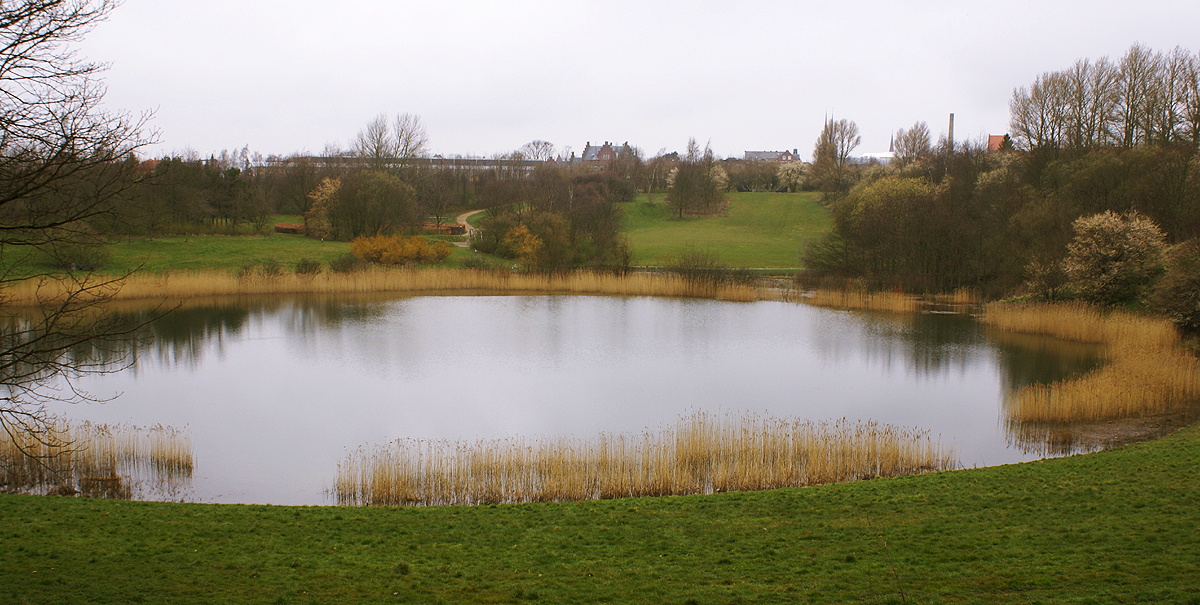
Parken där Roskilde Ring låg.

Den då 670 meter långa banan öppnades 5 juni 1955 och blev Danmarks första permanenta gatubana. 1957 byggdes den ut och blev 1,4 km lång. Banan låg nära Roskildes centrum och allt eftersom nya bostadsområden byggdes runt den ökade klagomålen på ljudnivån vilket medförde att den fick stängas 14 april 1969 och gjordes i slutet av 1970-talet om till parkområde.
I Roskilde Rings 14-åriga historia avgjordes 85 publikarrangemang. Det kördes totalt 571 lopp, de flesta billopp, men även motorcykel-, gokart- och cykellopp samt ett traktorlopp.
Banrekordet sattes av svensken Reine Wisell den 22 september 1968 i det lopp kom kom att bli banans sista. Wisell körde på 42,0 sekunder i en Tecno-Ford F3, en genomsnittshastighet på 120 km/tim.

### Segrare i Danish Grand Prix på Roskilde Ring
| År   | Förare            | Konstruktör                                  | Klass         |
| ---- | ----------------- | -------------------------------------------- | ------------- |
| 1960 | Jack Brabham      | Cooper Car Company-Coventry Climax           | Formel 2      |
| 1961 | Stirling Moss     | Team Lotus-Coventry Climax                   | Formel 1      |
| 1962 | Jack Brabham      | Team Lotus-Coventry Climax                   | Formel 1      |
| 1963 | Peter Revson      | Cooper Car Company-British Motor Corporation | Formel Junior |
| 1964 | Hartvig Conradsen | Cooper Car Company-British Motor Corporation | Formel Junior |
| 1965 | Kurt Ahrens       | Brabham-Ford Motor Company                   | Formel 3      |
| 1968 | Ingvar Pettersson | Tecno-Ford Motor Company                     | Formel 3      |
| 1973 | Randy Lewis       | Brabham-Ford Motor Company                   | Formel 3      |